# 소안초등학교 항립분교
소안초등학교 항립분교는 대한민국 전라남도 완도군 소안면 당사도길 17-36(당사리)에 있었던 초등학교 분교이다.

## 연혁
- 일자미상 항립국민학교 설립 인가
- 1958년 4월 1일 항립국민학교 개교
- 1967년 4월 1일 도서벽지학교 '병'급 지정
- 1968년 5월 1일 도서벽지학교 '갑'급 조정
- 1979년 2월 1일 도서벽지학교 '특'급 조정
- 1982년 3월 1일 소안국민학교 분교장 격하 편입, 도서벽지학교 '갑'급 조정
- 1986년 1월 1일 도서벽지학교 '가'급 조정
- 1996년 3월 1일 소안초등학교 항립분교 개편
- 1996년 3월 1일 폐교 및 소안초등학교 통폐합